# Dromiacea
Dromiacea là một nhóm cua gồm khoảng 240 loài còn sinh tồn và gần 300 loài đã tuyệt chủng. Ấu trùng của Dromiacea gần giống với của Anomura hơn là những nhóm cua khác. Điều này có thể cho thấy sự vị trí cơ sở của chúng trong cây phát sinh chủng loại cua.
Dấu vết hóa thạch của Dromiacea có niên đại từ ít nhất kỷ Jura, và nếu Imocaris cũng là một thành viên của nhóm, thì Dromiacea đã xuất hiện từ kỷ Cacbon.
Siêu họ Eocarcinoidea, gồm Eocarcinus và Platykotta, từng được xem là thuộc về Dromiacea, nhưng nay đã được chuyển sang Anomura.